# Jewett (Illinois)
Jewett ist ein Village im Cumberland County im US-amerikanischen Bundesstaat Illinois. Das U.S. Census Bureau hat bei der Volkszählung 2020 eine Einwohnerzahl von 196 ermittelt.

## Geografie
Jewett liegt auf 39°12'30" nördlicher Breite und 88°14'43" westlicher Länge. Die Stadt erstreckt sich über eine Fläche von 2,6 km², die ausschließlich aus Landfläche besteht.
Jewett liegt 3,8 km westlich des Embarras River.
Durch Jewett führt eine Bahnlinie und parallel dazu der U.S. Highway 40 sowie am nördlichen Ortsrand die Interstate 70.
St. Louis in Missouri liegt 196 km südwestlich von Jewett, über das 79,3 km entfernte Terre Haute sind es 194 km in nordöstlicher Richtung bis Indianapolis in Indiana, Springfield, die Hauptstadt von Illinois, befindet sich 168 km im Nordwesten, Chicago 334 km im Norden und Kentuckys größte Stadt Louisville 303 km im Südosten.

## Demografische Daten
Bei der Volkszählung im Jahre 2000 wurde eine Einwohnerzahl von 232 ermittelt. Diese verteilten sich auf 83 Haushalte in 58 Familien. Die Bevölkerungsdichte lag bei 88,7/km². Es gab 96 Gebäude, was einer Bebauungsdichte von 36,7/km² entsprach.
Die Bevölkerung bestand im Jahre 2000 ausschließlich aus Weißen.
30,2 % waren unter 18 Jahren, 9,9 % zwischen 18 und 24, 26,3 % von 25 bis 44, 22,8 % von 45 bis 64 und 10,8 % 65 und älter. Das durchschnittliche Alter lag bei 32 Jahren. Auf 100 Frauen kamen statistisch 88,6 Männer, bei den über 18-Jährigen 86,2.
Das durchschnittliche Einkommen pro Haushalt betrug $30.313, das durchschnittliche Familieneinkommen $42.083. Das Einkommen der Männer lag durchschnittlich bei $24.375, das der Frauen bei $23.125. Das Pro-Kopf-Einkommen belief sich auf $16.628. Rund 15,7 % der Familien und 19,5 % der Gesamtbevölkerung lagen mit ihrem Einkommen unter der Armutsgrenze.